# Potok, Prijepolje
Potok (izvirno srbsko Поток) je naselje v Srbiji, ki upravno spada pod Občino Prijepolje; slednja pa je del Zlatiborskega upravnega okraja.

## Demografija
V naselju živi 220 polnoletnih prebivalcev, pri čemer je njihova povprečna starost 36,3 let (37,4 pri moških in 35,1 pri ženskah). Naselje ima 76 gospodinjstev, pri čemer je povprečno število članov na gospodinjstvo 3,71.
|  |

| Demografija | Demografija     | Demografija     |
| Leto        | Št. prebivalcev | Št. prebivalcev |
| ----------- | --------------- | --------------- |
|             |                 |                 |
|             |                 |                 |
|             |                 |                 |
|             |                 |                 |
| 1948        | 326             |                 |
| 1953        | 385             |                 |
| 1961        | 422             |                 |
| 1971        | 483             |                 |
| 1981        | 489             |                 |
| 1991        | 377             | 368             |
| 2002        | 389             | 282             |
|             |                 |                 |

| Etnična sestava po popisu iz leta 2002 | Etnična sestava po popisu iz leta 2002 | Etnična sestava po popisu iz leta 2002 | Etnična sestava po popisu iz leta 2002 | Etnična sestava po popisu iz leta 2002 |
| -------------------------------------- | -------------------------------------- | -------------------------------------- | -------------------------------------- | -------------------------------------- |
| Bošnjaki                               | Bošnjaki                               |                                        | 262                                    | 92,90%                                 |
| Srbi                                   | Srbi                                   |                                        | 20                                     | 7,09%                                  |
| Neznano                                | Neznano                                |                                        | 0                                      | 0,0%                                   |